# Methanolamin
Methanolamin (systematickým názvem aminomethanol) je organická sloučenina a nejjednodušší aminoalkohol; patří současně mezi primární alkoholy i primární aminy. Jelikož má obě tyto skupiny navázány na stejný uhlíkový atom, tak jde současně o nejjednodušší poloaminal (odvozený od formaldehydu a amoniaku). Podobně jako ostatní aminy je i methanolamin slabou zásadou.
Ve vodných roztocích se methanolamin může rozkládat na formaldehyd a amoniak.